# ميخائيل أمير موريلو
ميخائيل أمير موريلو (بالإسبانية: Michael Amir Murillo) (15 فبراير 1996 ببنما في بنما - ) هو لاعب كرة قدم بنمي في مركز الظهير، شارك في كأس العالم 2018. وشارك مع منتخب بنما لكرة القدم. أما مع النوادي، فقد لعب مع San Francisco F.C. ‏.

## وصلات خارجية
- ميخائيل أمير موريلو على موقع الاتحاد الدولي (مؤرشف)  (الإنجليزية)
- ميخائيل أمير موريلو على موقع الاتحاد الأوربي (الإنجليزية)
- ميخائيل أمير موريلو على موقع الدوري الأمريكي (الإنجليزية)
- ميخائيل أمير موريلو على موقع إي إس بي إن إف سي (الإنجليزية)
- ميخائيل أمير موريلو على موقع قاعدة بيانات كرة القدم.إي يو (الإنجليزية)
- ميخائيل أمير موريلو على موقع ليكيب (الفرنسية)
- ميخائيل أمير موريلو على موقع ناشيونال فوتبول تيمز (الإنجليزية)
- ميخائيل أمير موريلو على موقع Soccerway.com (الإنجليزية)
- ميخائيل أمير موريلو على موقع AS.com (الإسبانية)